# Облігація підприємства
Облігації підприємств — облігації, емісійні цінні папери, що розміщуються юридичними особами, та засвідчують правовідносини позики (звичайні облігації) або зобов'язання передати товари та/або надати послуги (цільові облігації). Облігації підприємств не дають право на участь в управлінні емітента.
Не дивлячись на те, що у визначенні облігацій підприємств є слово «папери», проте у паперовому вигляді вони не існують. Право власності на облігації підтверджується документом, який називається Сертифікат цінного паперу, або випискою з рахунку в цінних паперах в разі бездокументарного (електронного) обігу цінних паперів. Починаючи з 2011 року в Україні допускається емісія облігацій виключно у бездокументарній формі.

## Загальна інформація

### Поняття та необхідність облігацій підприємств
При розміщенні облігації (емісії) юридична особа (емітент) в обмін на ці цінні папери отримує суму грошових коштів. В подальшому ця юридична особа зобов'язується повернути ці грошові кошти (крім цільових облігацій), а також, в залежності від умов розміщення (проспекту емісії), сплатити додаткову винагороду, чи сплачувати проценти за цими облігаціями. Після розміщення облігації можуть вільно продаватись на фондовому ринку (відкрите розміщення) або продаватись наперед визначеному колу осіб (закрите розміщення). Перехід права власності на облігації емітента до іншої особи не є підставою для звільнення емітента від виконання зобов'язань.
Облігації підприємств є зручним засобом поєднання залучення юридичними особами грошових коштів на прийнятних умовах та інвестиційним інструментом.
На відміну від акцій облігації не надають їх держателям права на участь в управлінні емітентом, натомість виконання зобов'язань за ними є обов'язковим у встановлені строки, а виплата дивідендів (процентів) не залежить від результатів господарської діяльності емітента.
Проспект емісії — основний документ, на підставі якого здійснюється розміщення облігацій підприємств, подальший їх обіг та погашення (в тому числі дострокове). Складанню проспекта емісії передує прийняття уповноваженим органом емітента рішення про публічне чи приватне розміщення облігацій, укладання попереднього договору андеррайтингу та договору з центральним депозитарієм про обслуговування випусків цінних паперів (у разі відсотності такого договору).
Порядок та вимоги до емісії облігацій визначаються законодавством.
Облігація має номінальну вартість, визначену в національній валюті.
Хоча назва містить слово «підприємств», проте це наслідок історичного розвитку терміну,— розміщувати облігації підприємств можуть будь-які юридичні особи, а не тільки підприємства, не залежно від організаційно-правової форми (крім випадків, коли розміщення облігацій заборонено відповідним законодавством або статутними документами).

### Види облігацій підприємств
Відсоткові облігації — облігації, за якими передбачається виплата відсоткових доходів.
Цільові облігації — облігації, виконання зобов'язань за якими здійснюється шляхом передачі товарів та/або надання послуг відповідно до вимог, встановлених проспектом емісії, а також шляхом сплати коштів власнику таких облігацій у випадках та порядку, передбачених проспектом емісії облігацій.
Дисконтні облігації — облігації, що розміщуються за ціною, нижчою ніж їх номінальна вартість. Різниця між ціною придбання та номінальною вартістю облігації, яка виплачується власнику облігації під час її погашення становить доход (дисконт) за облігацією.
Конвертовані облігації — облігації, емісія яких здійснюється акціонерним товариством та передбачає можливість їх конвертації в акції цього акціонерного товариства.

### Сучасний стан
У зв'язку із введенням в Україні акцизу на купівлю-продаж цінних паперів, облігації підприємств практично втратили своє значення як інвестиційний інструмент для інвесторів.
Для емітентів випуск облігацій ускладнений значною зарегульованістю емісії та обігу, складною системою розкриття інформації та фіскальним характером діяльності НКЦПФР, що значно збільшує затрати на обслуговування випуску та нівелює можливий позитивний ефект.
Цільові облігації підприємств фактично витиснені облігаціями ФОН.

## Цільові облігації з зобов'язанням передати об'єкт житлового будівництва
З метою захисту прав інвесторів в будівництво житла, в Україні заборонено здійснення інвестування в таке будівництво в інший спосіб, окрім як із використанням цінних паперів: цільових облігацій підприємств або сертифікатів ФОН.
Емісію цільових облігацій підприємств, виконання зобов'язань за якими здійснюється шляхом передачі об'єкта (частини об'єкта) житлового будівництва, може здійснювати юридична особа, яка згідно із законодавством має право на виконання функцій замовника будівництва такого об'єкта, або юридична особа, що уклала договір участі у будівництві житла з органами виконавчої влади, органами місцевого самоврядування, що мають право власності, оренди чи постійного користування земельною ділянкою, на якій буде розташовано об'єкт житлового будівництва, яким забезпечуватиметься виконання зобов'язань за цільовими облігаціями.
Емітент цільових облігацій підприємств, виконання зобов'язань за якими здійснюється шляхом передачі об'єкта (частини об'єкта) житлового будівництва, не має права вчиняти будь-які дії, наслідком яких може бути встановлення обтяження на такий об'єкт (частину об'єкта) житлового будівництва, земельну ділянку, яка призначена для спорудження об'єкта житлового будівництва, та майнові права на них.
Схема реалізації:
1. Випуск цінних паперів та реєстрація. В таких облігаціях виступає 0,1 % або 0,01 % квадратного метра площі квартири.
2. Викупка облігації венчурним облігаційним фондом або банком.
3. Викупка частини облігацій інвестором. Сума відповідає частині квадратних метрів в квартирі.
4. Оплата всієї суми облігації інвестором в венчурний фонд чи банк.
5. Отримання оплаченої квартири та погашення забудовником пред'явлених цільових облігацій.

## Емісія, обіг та погашення

### Емісія облігацій підприємств
Здійснювати емісію облігацій підприємств мають право виключно юридичні особи. Ці облігації розміщуються тільки після повної сплати статутного капіталу. Юридична особа має право розміщувати відсоткові та/або дисконтні облігації на суму, яка не перевищує трикратного розміру власного капіталу або розміру забезпечення, що надається їй з цією метою третіми особами. Не допускається розміщення облігацій підприємств для формування і поповнення статутного капіталу емітента, а також покриття збитків.
У разі надання згоди НКФРЦП на проведення емісії (реєстрація проспекту та видача тимчасового свідоцтва), розміщення цінних паперів здійснюється на підставі Тимчасового свідоцтва, виданого цією комісією. Після завершення емісії (реєстрації звіту про результати розміщення) емітенту видається Свідоцтво про реєстрацію випуску облігації.
Емітент може здійснювати відкрите (публічне) та закрите (приватне) розміщення облігацій. В разі відкритого розміщення допускається залучення андеррайтера.
Національна комісія здійснює реєстрацію випуску облігацій підприємств в Державному реєстрі випусків цінних паперів.

### Обіг облігацій підприємств
Строк обігу облігацій починається з дня, що настає за днем реєстрації Національною комісією з цінних паперів та фондового ринку звіту про результати розміщення облігацій і видачі свідоцтва про реєстрацію випуску облігацій, та закінчується днем, що передує дню початку погашення таких облігацій відповідно до проспекту їх емісії.
Протягом строку обігу облігації можуть вільно продаватись на фондовому ринку (відкрите розміщення) або продаватись наперед визначеному колу осіб (закрите розміщення). Перехід права власності на облігації емітента до іншої особи не є підставою для звільнення емітента від виконання зобов'язань.
Обіг облігацій може бути зупинений або скасований Національною комісією з цінних паперів та фондового ринку.

### Погашення облігацій підприємств
Облігації можуть розміщуватися тільки з фіксованим строком погашення, єдиним для всього випуску. Дострокове погашення облігацій за вимогою їх власників дозволяється у разі, коли така можливість передбачена проспектом емісії, яким визначені порядок встановлення ціни дострокового погашення облігацій і строк, у який облігації можуть бути пред'явлені для дострокового погашення.
Нецільові облігації погашаються шляхом здійснення безготівкового платежу.
Цільові облігації, що передбачають передачу майна, погашаються шляхом укладання договору міни.

## Виноски
1. ↑  ст. 8 Закону України «Про державне регулювання ринку цінних паперів в Україні»